# Richard Münchmeier
Richard Münchmeier (* 12. Februar 1944 in Weiden in der Oberpfalz) ist ein deutscher Psychologe.

## Leben
Er studierte Evangelische Theologie, Psychologie, Soziologie und Erziehungswissenschaft. Er war Sekretär der Senatskommission für Erziehungswissenschaft der Deutschen Forschungsgemeinschaft (bis 1971). Er war Forschungsassistent an der Universität Tübingen (bis 1976). Er war Leiter der Abteilung für Jugend- und Jugendhilfeforschung am Deutschen Jugendinstitut München (bis 1993). Er lehrte als Professor für Sozial- und Jugendpädagogik in Kassel, Leipzig und an der FU Berlin (bis 2009). Gastprofessuren führten ihn nach Freiburg im Üechtland, Buenos Aires und Santiago de Chile.

## Schriften (Auswahl)
- mit Lothar Böhnisch: Wozu Jugendarbeit? Orientierungen für Ausbildung, Fortbildung und Praxis. Weinheim 1992, ISBN 3-7799-0294-X.
- mit Katrin Fauser und Arthur Fischer: Jugendliche als Akteure im Verband. Ergebnisse einer empirischen Untersuchung der evangelischen Jugend. Opladen 2008, ISBN 3-86649-106-9.
- mit Sabine Hering: Geschichte der Sozialen Arbeit. Eine Einführung. Weinheim 2014, ISBN 3-7799-1446-8.
- Geschichte des SOS-Kinderdorf e.V. in Deutschland. Nur was sich ändert, bleibt bestehen. Opladen 2016, ISBN 3-8474-0785-6.